# Not invented here
Pour les articles homonymes, voir NIH.
L'expression not invented here (littéralement « pas inventé ici » ou de manière développée « ce truc n'a pas été développé par nous ») désigne de manière péjorative l'attitude de membres d'une organisation qui rejettent les innovations survenues hors de son contrôle.
Selon ses détracteurs, cette attitude peut amener à privilégier des solutions moins efficaces ou à dupliquer des recherches déjà effectuées ailleurs.
Les raisons (bonnes ou mauvaises) sont souvent :
- les standards de qualité de l'entité extérieure ne sont pas les mêmes
- l'adaptation courent au besoin
- flexibilité aux besoins futurs
- indépendance vis-à-vis des aléas de vie d'une entité extérieure
- favoritisme purement relationnel

Les effets (négatifs ou positifs) sont :
- la duplication de la recherche produit une vérification de validité et une évolution des produits, au contraire de l'adoption d'une norme
- diminuer l'interopérabilité des outils ainsi construits
- des outils moins diffusés et utilisés sont moins testés et ont moins de développeurs
- des outils moins diffusés et utilisés ont moins de chance de correspondre à d'autres besoins généraux et sont donc de moins en moins utilisés (cercle vicieux)

En français, l'expression réinventer la roue ou réinventer la roue carrée désignent encore plus péjorativement des attitudes voisines.

## Voir également
- Invented here